# Niceto Alcalá-Zamora
Pour les articles homonymes, voir Alcalá et Zamora (homonymie).
Niceto Alcalá-Zamora y Torres, né le 6 juillet 1877 à Priego de Córdoba (Espagne) et mort le 18 février 1949 à Buenos Aires (Argentine), est un avocat et homme d'État espagnol monarchiste puis républicain, premier président de la Seconde République espagnole de 1931 à 1936.

## Biographie
Avocat, membre du Parti libéral, catholique progressiste[réf. nécessaire], Alcalá-Zamora est député aux Cortes, ministre à partir de 1917 dans les gouvernements de García Prieto, et représente également l'Espagne à la Société des Nations.
Il entre dans l'opposition après le coup d'État du 13 septembre 1923 fomenté par le général Miguel Primo de Rivera. Déçu par le comportement du roi Alphonse XIII, Niceto Alcalá-Zamora refuse de collaborer avec le nouveau régime. 
Il se convertit aux idées républicaines en 1930 et est emprisonné à la suite de la tentative ratée d'insurrection révolutionnaire lors de la révolte de Jaca.
Après la victoire des républicains dans les capitales provinciales d'Espagne aux élections municipales du 12 avril 1931, Alcalá-Zamora exige deux jours plus tard le départ d'Alphonse XIII « avant le coucher du soleil » et prend la tête du gouvernement provisoire.
En juin 1931, il est confirmé à la présidence du gouvernement; il démissionne en octobre suivant, mécontent des nouvelles dispositions constitutionnelles consacrant la séparation de l'Église et de l'État et la dissolution des ordres religieux, jugées dangereuses. 

Néanmoins, le 10 décembre 1931, Niceto Alcalá-Zamora est élu président de la République par les voix de 362 députés sur un total de 410 présents. 

La bannière officielle du président Alcalá-Zamora.

En 1933, après la victoire de la CEDA aux élections générales, il refuse à José María Gil-Robles le droit de former le gouvernement. Il motive sa décision par le fait qu'il veut éviter une insurrection des partis de gauche, radicalement hostiles à la CEDA. Ce sera finalement Alejandro Lerroux, le chef du parti radical, qui formera un gouvernement centriste.
En janvier 1936, quand Gil-Robles décide d'user de son droit d'être nommé chef de gouvernement, Alcalá-Zamora décide de dissoudre le Parlement. Après la victoire du Front populaire aux élections législatives du 16 février suivant, la décision de dissolution des Cortes est finalement jugée illégale par le Congrès des députés qui procède à la destitution d'Alcalá-Zamora le 7 avril et élit à sa place Manuel Azaña. Il révèle d'ailleurs dix ans plus tard, durant son exil à Buenos Aires, que les militaires lui auraient proposé de faire un coup d'État la veille de sa destitution, ce qu'il refusa.
Alcalá-Zamora est en Scandinavie quand éclate la guerre civile. Il refuse de revenir en Espagne quand il apprend que des milices du Front populaire ont envahi et pillé sa maison et volé le manuscrit de ses mémoires qui se trouvait dans le coffre-fort de sa banque.
Il s'installe alors en France qu'il fuit également après l'invasion des troupes allemandes en 1940.
Réfugié en Argentine, il refuse de revenir en Espagne en dépit des assurances qui lui sont données. Son fils est en effet marié à la fille du général putschiste Gonzalo Queipo de Llano. 
Alcalá-Zamora meurt à Buenos Aires le 18 février 1949. Son corps est rapatrié en Espagne en 1979 et enterré au cimetière de l'Almudena à Madrid.

## Hommages
Pour la Banque d'Espagne, Eugenio Hermoso a réalisé le portrait de Niceto Alcalá-Zamora exposé au musée du président de la Seconde République à Priego de Córdoba.